# Fernando Terry y del Cuvillo
Fernando Carlos de Terry y del Cuvillo (El Puerto de Santa María; 1887 - 9 de julio de 1952), generalmente conocido como Fernando C. de Terry, fue un destacado empresario, bodeguero y político gaditano del siglo XX, alcalde de El Puerto de Santa María durante el franquismo.

## Biografía
Primogénito varón de Fernando Terry y Carrera, fundador de bodegas Terry, y de María Josefa del Cuvillo y Sancho, sucedió a su padre a la cabeza del negocio. De impetuoso carácter, tuvo el apodo de «el levante» en referencia al fuerte viento gaditano.
Nombrado concejal del ayuntamiento de El Puerto de Santa María en plena dictadura de Miguel Primo de Rivera, fue hombre clave del somatén y la Unión Patriótica portuenses. Hombre de confianza de José Antonio Primo de Rivera, Terry figuró desde un primer momento en Falange Española. Ya durante el franquismo fue alcalde de la ciudad, entre 1941 y 1943, y durante su mandato parece tuvo su origen la Feria portuense.
Mantuvo relación personal con Francisco Franco, que visitó El Puerto de Santa María durante cuatro años seguidos - de 1948 a 1951- para acudir a las cacerías que le brindaron los Terry en su finca San José del Pedroso, en término de Medina Sidonia y Puerto Real.
 Su hijo Fernando Terry Merello continuó la amistad con el dictador, y así podemos encontrarle entre los invitados a las cacerías oficiales del régimen en la encomienda de Mudela.
Gran aficionado a los caballos, en 1949 Fernando Terry consiguió hacerse con la histórica yeguada del Hierro del Bocado, la más importante reserva de pura raza cartujanos. Más adelante, estos caballos se convirtieron en el signo de identidad de las bodegas Terry.

## Familia
Casó en 1909 con María Dolores Merello Gómez-Rull, hija de Agustín Merello Alberti, de las bodegas Merello Hermanos, y de María Josefa Gómez-Rull y Sabina, que era nieta del prominente bodeguero Nicolás Gómez González y Pérez, senador y diputado por Huelva, y sobrina del conde de Casa Rull. Dolores murió el 1 de junio de 1933, sin que la pareja tuviese descendencia.
En 1934, casó en segundas con su sobrina Isabel Merello y Álvarez-Campana, veinte años más joven, hija de sus cuñados Jesús Merello Gómez-Rull y Josefa María Álvarez-Campana y Rivera. La viuda de Terry, como se la conoció tras la muerte de Fernando, desarrolló una intensa labor social en El Puerto, que le valió la concesión de la gran cruz de la orden de Beneficencia en 1963. Fallecida en 1996, el consistorio portuense dio su nombre a un parque en la ciudad, en 2009.
Con Isabel tuvo diez hijos:
- Fernando (1935-2009), casado con Elisa Osborne Vázquez, hija del III conde de Osborne.
- Tomás (1936-), casado primero con Ana Rosa Pidal Nano, hermana del III marqués de Villaviciosa de Asturias. Divorciados, lo hizo en segundas con Pilar González de Gregorio y Álvarez de Toledo, después XV duquesa de Fernandina y grande de España -de 1993 a 2012-, hija de la XXI duquesa de Medina Sidonia, más conocida como la «duquesa roja».
- Isabel (1937-), casada con António Nuno Duff de Portugal e Castro, de la familia de los condes de Vimioso.
- Cristina (1938-), casada con Joaquín Vázquez Parladé.
- Jesús (1939-), casado con Emilia Guzmán Bergareche, hija del industrial vasco Enrique Guzmán Martínez.
- Inmaculada (1940-), casada con Felipe González-Gordon Gilbey, nieto del I marqués de Torresoto, de las bodegas González Byass.
- Ignacio (1946-2016), casado con Cristina Osborne Cólogan, nieta del ya mencionado conde de Osborne.
- Gonzalo (1947-), casado con María José Castro Hernández
- Rafael (1949-), casado con Soledad Abaurre Llorente.
- Santiago (1950-2010), casado con Rocío Osborne Sanz-Magallón.